# James Mallet
James Louis Borlase Mallet (* 15. März 1955 in London) ist ein britischer Evolutionsbiologe und Entomologe.
Mallet besuchte das Winchester College und studierte Zoologie an der Universität Oxford (Bachelor 1976) und an der University of Newcastle-upon-Tyne (Master in Entomologie 1978). Er wurde 1984 an der University of Texas at Austin bei Lawrence E. Gilbert in Zoologie promoviert (Population structure and evolution in Heliconius butterflies). Als Post-Doktorand war er 1984/85 an der Cornell University und danach bei Nick Barton am University College London. 1988 wurde er Assistant Professor an der Mississippi State University in Starkville und 1991 Professor am University College London. Dort war er Ko-Direktor des Centre for Ecology and Evolution. Seit 2002 ist er Honorary Research Fellow am Natural History Museum. Er forscht auch am Smithsonian Tropical Research Institute.
2013 war er Distinguished Lecturer an der Harvard University.
Er studiert Artenbildung und Hybridisierung vor allem anhand von Schmetterlingen (Bewegung von Hybridzonen, Genotypisches Cluster Kriterium für Arten, Rolle der Allopatrie bei der Diversifikation aufgrund Klimawandel im Pleistozän in Amerika, Sympatrie). Dabei unternimmt er zum Beispiel Feldexperimente in Amazonien, benutzt Populationsgenetik und Genanalyse.
Mit Sandra Knapp erstbeschrieb er auch Passionsblumen.
2008 war er einer der Empfänger der Darwin-Wallace-Medaille. Er ist Fellow der Royal Entomological Society und der American Association for the Advancement of Science.

## Schriften (Auswahl)
- mit R. E. Naisbit: Disruptive sexual selection against hybrids contributes to speciation between Heliconius cydno and H. melpomene. Proceedings of the Royal Society Series B, Band 268, 2001, S. 1849–1854.
- mit C. D. Jiggins, R. E. Naisbit, R. L. Coe: Reproductive isolation caused by colour pattern mimicry. Nature, Band 411, 2001, S. 302–305.
- The speciation revolution, J. Evol. Biol., Band 14, 2001, S. 887–888.
- mit M. Beltran u. a.: Phylogenetic discordance at the species boundary: comparative gene genealogies among rapidly radiating Heliconius butterflies. Molecular Biology and Evolution, Band 19, 2002, S. 2176–2190.
- mit K. K. Dasmahapatra u. a.:  Inferences from a rapidly moving hybrid zone. Evolution, Band 56, 2002, S. 741–753.
- mit R. E. Naisbit u. a.: Hybrid sterility, Haldane's rule, and speciation in Heliconius cydno and H. melpomene. Genetics, Band 161, 2002, S. 1517–1526.
- mit Sandra Knapp: Refuting Refugia?, Science, Band 300, 2003, S. 71–72
- mit R. E. Naisbit, C. D. Jiggins: Mimicry: developmental genes that contribute to speciation. Evolution and Development, Band 5, 2003, S. 269–280.
- mit I. Emelianov, F. Marec: Genomic evidence for divergence with gene flow in host races of the larch budmoth. Proc. R. Soc. Lond. B., Band 271, 2004, S. 97–105.
- Hybridization as an invasion of the genome. Trends in Ecology and Evolution, Band 20, 2005, S. 229–237.
- mit M. Beltrán, W. Neukirchen, M. Linares: Natural hybridization in heliconiine butterflies: the species boundary as a continuum. BMC Evolutionary Biology, Band 7, 2007, S. 28
- mit V. Bull, M. Beltrán, C. D. Jiggins, W. O. McMillan, E. Bermingham: Polyphyly and gene flow between non-sibling Heliconius species. BMC Biology, Band 4, 2006, S. 11.
- mit A. Whinnett u. a.: Strikingly variable divergence times inferred across an Amazonian butterfly 'suture zone'. Proceedings of the Royal Society B, Band 272, 2005, S. 2525–2533.
- Hybrid speciation. Nature, Band 446, 2007, S. 279–283.
- Hybridization, ecological races and the nature of species: empirical evidence for the ease of speciation, Philosophical Transactions of the Royal Society of London. Series B, Biological Sciences, Band 363, 2008, S. 2971–2986. PMID 18579473
- mit A. Meyer, P. Nosil, J.L. Feder: Space, sympatry and speciation. Journal of Evolutionary Biology, Band 22, 2009, S. 2332–2341.